# Ếch giun Indonesia
Ếch giun Indonesia (danh pháp hai phần: Ichthyophis bernisi) là một loài ếch giun thuộc chi Ichthyophis, họ Ếch giun. Đây là một loài động vật đặc hữu của Indonesia. Môi trường sinh sống của chúng ở các khu vực nhiệt đới và cận nhiệt đới, trong các ao hồ, sông, vùng đất nông nghiệp ngập nước theo mùa.